# Санті-Козма-е-Дам'яно
Санті-Козма-е-Дам'яно (італ. Santi Cosma e Damiano) — муніципалітет в Італії, у регіоні Лаціо, провінція Латина.
Санті-Козма-е-Дам'яно розташоване на відстані близько 130 км на південний схід від Рима, 80 км на схід від Латини.
Населення — 6948 осіб (2014).
Щорічний фестиваль відбувається 26 вересня. Покровитель — Santi Cosma e Damiano martiri.

## Демографія
Населення за роками:

Станом на 1 січня 2023 року в муніципалітеті офіційно проживали 323 іноземці з 34 країн, серед них 123 громадяни країн Євросоюзу та 11 громадян України.

## Сусідні муніципалітети
- Кастельфорте
- Мінтурно
- Корено-Аузоніо
- Сесса-Аурунка